# Only God Forgives
Pour plus de détails, voir Fiche technique et Distribution.
Only God Forgives, ou Seul Dieu pardonne au Québec, est un film franco-suédo-dano-thaïlando-américain écrit et réalisé par Nicolas Winding Refn, sorti en 2013. Le film a été tourné à Bangkok en Thaïlande.
Le film suit Julian qui vit en exil à Bangkok où il dirige un club de boxe thaïlandaise servant à des opérations de contrebande et au trafic de drogue. Quand son frère Billy est tué, leur mère Crystal arrive dans la ville pour rapatrier le corps. Elle veut venger son fils aîné et force le cadet à trouver l’assassin. Les contacts de Julian dans la criminalité le conduisent directement à Chang, un officier de police à la fois juge et bourreau. Crystal demande que Julian tue Chang, un acte qui va lui coûter cher.
Only God Forgives a été présenté en compétition officielle pour la Palme d'or, lors du Festival de Cannes 2013.

## Synopsis
Julian, un truand américain, s'est retiré en Thaïlande où il dirige un club de boxe thaïlandaise, permettant de couvrir ses opérations de trafic de drogue. Un soir, son frère aîné Billy viole et tue une jeune adolescente qui se prostituait mais il est retrouvé par la police. Chang, un policier à la retraite reconverti en justicier et bourreau, autorise Choi Yan Lee, le père de la victime, à battre Billy. Mais il finit par le tuer. Dès qu'ils quittent les lieux, Chang et les policiers amènent Choi Yan Lee dehors, et Chang finit par reprocher à ce dernier d'avoir laissé sa fille se prostituer et de ne pas s'occuper de ses trois autres enfants. Dans l'espoir que Choi Yan Lee " n'oublie jamais ses filles ", Chang sort un katana et lui tranche le bras droit.
Pendant ce temps, Julian est avec Maï, une prostituée, qui lui attache les mains sur une chaise afin qu'il puisse la regarder se masturber. C'est alors qu'il fait une sorte de rêve où il voit Chang lui trancher l'avant-bras. Mais après être revenu à la réalité, un de ses associés lui annonce la mort de Billy.
Le lendemain, Julian et ses associés arrivent à la maison de Choi Yan Lee pour lui demander pourquoi il a assassiné Billy. Après avoir entendu sa version des faits, Julian décide de le laisser en vie. Pendant ce temps, Crystal, la mère de Julian, arrive à Bangkok afin de récupérer le corps de Billy. Après avoir retrouvé Julian, elle lui demande comment il a tué le meurtrier de Billy mais Julian finit par lui dire qu'il l'a laissé vivre. Fâchée, elle lui demande des explications et Julian lui raconte ce qui s'est passé. Crystal est pourtant convaincue que Billy avait ses raisons de tuer la jeune prostituée. Plus tard, Choi Yan Lee se fait assassiner à son tour. Crystal apprend plus tard que Chang est également impliqué dans le meurtre de Billy. Elle décide d'engager Byron, un voyou local américain, pour l'éliminer.
Julian décide de présenter Maï à sa mère en la faisant passer pour sa petite-amie et lui offre une robe. Tous deux retrouvent Crystal dans un restaurant, et cette dernière devine la ruse et commence à l'insulter avant de s'excuser. À ce moment-là, on apprend que Crystal avait des rapports incestueux avec Billy et Julian lorsqu'ils étaient jeunes.
Plus tard, un tueur déclenche une fusillade dans un restaurant où Chang et ses associés prennent leur repas. Après avoir arrêté le tueur, Chang retrouve le commanditaire de la fusillade, qui est en train de nourrir son enfant invalide. Il abat le tueur mais laisse son chef en vie après avoir compris qu'il faisait cela pour s'occuper de son fils. Ce dernier lui donne le nom de Byron. Chang parvient à le retrouver dans un club et le torture pour avoir des réponses. Byron donne les motifs mais ne lui divulgue aucun nom. Déçu par son attitude, Chang lui détruit les deux yeux avec un couteau à fruits et lui enfonce un pic à glace à travers l'oreille.
Après avoir retrouvé Chang, Julian propose de le défier en duel et ce dernier finit par accepter. L'affrontement se tient au gymnase du club de Julian. Ayant une grande expérience dans le Muay Thai, Chang parvient à battre Julian sans la moindre difficulté et ce dernier ne réussit pas à le frapper. Après l'affrontement, Crystal retrouve Julian et le supplie à nouveau de tuer Chang comme elle lui avait demandé de tuer leur père pour elle. Elle promet qu'une fois Chang éliminé, ils retourneront aux États-Unis et qu'elle prendra soin de lui. Julian finit par accepter.
Pendant que Chang et un policier vont à l'hôtel où séjourne Crystal, Julian tue le policier chargé de monter la garde de la maison de Chang. Un de ses associés lui signale que Crystal a ordonné de tuer toute la famille de Chang. Une fois que sa petite fille et sa nourrice sont rentrées, l'associé de Julian tue la baby-sitter mais, dans un acte de rédemption, Julian le tue et sauve la petite fille de Chang qui lui, pendant ce temps, assassine Crystal en lui tranchant la gorge avec son sabre.
Julian retourne à l'hôtel où il trouve le corps sans vie de sa mère. Avec le sabre qu'il a pris chez Chang, il l'éventre et plonge sa main dans son abdomen. Plus tard, en étant atteint de visions surréalistes, Julian retrouve Chang dans une forêt, lui tend ses mains et le laisse les trancher avec son sabre. Le film se termine dans un bar karaoké où plusieurs policiers regardent Chang chanter.

## Fiche technique

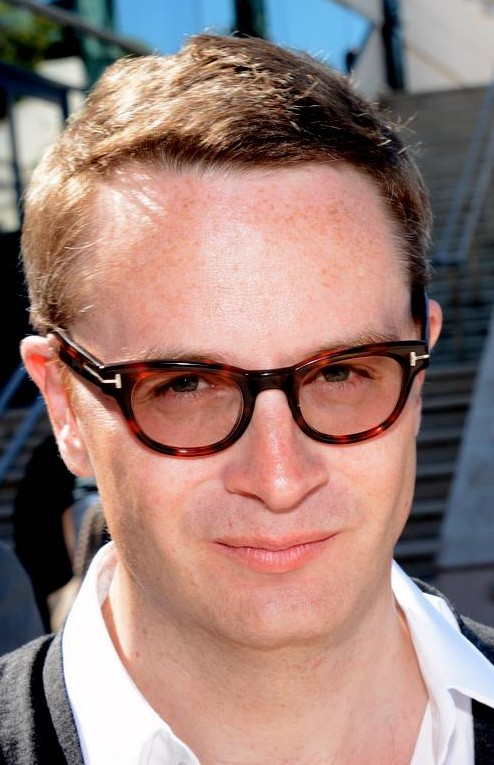
Le réalisateur, Nicolas Winding Refn, lors de la présentation du film au festival de Cannes, en 2013.

- Titre original et français : Only God Forgives
- Titre québécois : Seul Dieu pardonne
- Réalisation : Nicolas Winding Refn
- Scénario : Nicolas Winding Refn
- Direction artistique : Beth Mickle
- Décors : Russell Barnes
- Costumes : Wasitchaya 'Nampeung' Mochanakul
- Photographie : Larry Smith
- Son : Kristian Eidnes Andersen
- Montage : Matthew Newman
- Musique : Cliff Martinez
- Production : Johnny Andersen, Lene Børglum, Jacob Jarek
  - Production déléguée : Brahim Chioua, Ryan Gosling, Jason Janego, David Lancaster, Michel Litvak, Tom Quinn, Matthew Read, Christophe Riandee, Thor Sigurjonsson, Gary Michael Walters
  - Production exécutive : Sidonie Dumas, Vincent Maraval
  - Production associée : Yves Chevalier
- Sociétés de production : FilmDistrict, Gaumont et Wild Bunch
- Budget : 4,8 millions $ / 3,6 millions €[1]
- Pays d'origine :  France,  Danemark,  Suède,  Thaïlande et  États-Unis
- Langues originales : anglais et thaï
- Format : couleur - 35 mm - 1.85 : 1 - son Dolby SRD
- Genre : thriller dramatique, action, policier
- Durée : 90 minutes
- Entrées en France : 450 725
- Recettes mondiales : 10 337 387 $
- Dates de sortie :
  -  France :
    - en mai 2013 (avant-première au Festival de Cannes 2013)
    - 22 mai 2013 (sortie nationale)

  -  Danemark : 23 mai 2013
  -  États-Unis : 19 juillet 2013
- Classification : Interdit aux moins de 16 ans. Puis déclassé : Interdit aux moins de 12 ans avec Avertissements (France).+

## Distribution
- Ryan Gosling (VF : Samuel Jouy) : Julian Hopkins
- Kristin Scott Thomas (VF : Danièle Douet) : Crystal Hopkins, la mère de Julian et Billy
- Vithaya Pansringarm : Chang, dit l'Ange de la Vengeance
- Gordon Brown : Gordon
- Tom Burke (VF : Benjamin Penamaria) : Billy Hopkins, le frère aîné de Julian
- Rhatha Phongam (VF : Pamela Ravassard) : Maï
- Byron Gibson (VF : Emmanuel Karsen) : Byron
- Sahajak Bonnthanakit (VF : Jean-Alain Velardo) : le colonel de police Kim
- Charlie Ruedpokanon : Daeng
- Kowit Wattanakul : Choi Yan Lee

Source et légende : Version française (VF) sur RS Doublage et AlloDoublage et selon le carton du doublage français sur le DVD zone 2.

## Production

### Genèse
En mai 2011, Nicolas Winding Refn reçoit le prix de la mise en scène lors du 64e Festival de Cannes pour son film Drive. Le film sort progressivement dans les salles de cinéma à partir de septembre 2011. Il préparait le tournage d'Only God Forgives lors de la réalisation de Drive. La genèse du projet commence lors d'une crise existentielle du réalisateur. Alors que sa femme et lui attendent leur second enfant, il a l'idée d'avoir un personnage qui veut se battre contre Dieu, sans savoir la raison.
Le réalisateur a signé un contrat portant sur deux films coproduits par Wild Bunch et Gaumont. Only God Forgives devait être la première collaboration entre les studios et le réalisateur, le second est I Walk With the Dead. « Drive est arrivé et j’ai décidé de le réaliser en remettant à plus tard Only God Forgives », explique le réalisateur.

### Scénario
Partant de l'idée de base d'un homme se battant contre Dieu, Nicolas Winding Refn, enrichit le concept en ajoutant un personnage se prenant pour Dieu (Chang). Il s'agit alors de mettre en place deux personnages en opposition. Le protagoniste est « un gangster (Julian) en quête d'une religion en laquelle il puisse croire ».

### Attribution des rôles
| |  |  |
| Luke Evans (à gauche) devait interpréter le rôle de Julian. Il a préféré abandonner pour le film Le Hobbit. Ryan Gosling (à droite) est pris pour le rôle. |  |  |

Le rôle principal était d'abord dévolu au Gallois Luke Evans. Cependant, il abandonne pour se consacrer au tournage de la série de films Le Hobbit de Peter Jackson. Après avoir pensé au français Vincent Cassel, Nicolas Winding Refn a donc fait appel à Ryan Gosling, avec qui il avait précédemment travaillé sur Drive. Le réalisateur considère cela comme « une bénédiction ».
Vithaya Pansringarm est auditionné en Thaïlande lors d'un casting ouvert en 2010. Bien que pour le réalisateur, ses essais ne soient pas exceptionnels, il voit en lui quelqu'un de gentil et calme bien qu'imprévisible.

« Dans tous mes films, les acteurs ont une large part dans la genèse des personnages, ils font vraiment partie de leur ADN, et Vithaya a rapidement compris que son personnage était à la fois juge, jury et bourreau – un homme à la capacité de décider de ce qui est bien ou mal. Il a été capable d’apporter au personnage exactement ce que je recherchais, la capacité à contrôler une sorte de karma de la justice. Chaque fois que vous faites du mal, quelque chose de mal viendra vous hanter en retour et il est celui qui décide de vous hanter ou de vous pardonner. »

— Nicolas Winding Refn

### Tournage
L'équipe du film s'est installée à partir de janvier 2012 à Bangkok pour une durée de 5 mois. 
Only God Forgives a été essentiellement tourné dans le quartier de Samphanthawong, le quartier chinois de Bangkok.

### Bande originale
| 1.  | Only God Forgives                        | 0:46 |
| 2.  | Ask Him Why He Killed My Brother         | 2:11 |
| 3.  | Chang and Sword                          | 2:24 |
| 4.  | Chang Vision                             | 3:46 |
| 5.  | Do As Thou Will                          | 2:14 |
| 6.  | Can't Forget (feat. Vithaya Pansringarm) | 3:30 |
| 7.  | Crystal Checking In                      | 1:57 |
| 8.  | More Hands                               | 2:45 |
| 9.  | Sister, Pt. 1                            | 3:09 |
| 10. | Take It Off                              | 2:41 |
| 11. | Leave My Son in Peace                    | 4:50 |
| 12. | Falling in Love (feat. Rhata Phongam)    | 3:29 |
| 13. | Crystal and the Bodybuilders             | 4:05 |
| 14. | Ladies Close Your Eyes                   | 8:01 |
| 15. | Bride of Chang                           | 3:04 |
| 16. | Wanna Fight                              | 4:50 |
| 17. | You're My Dream (de Proud)               | 3:34 |

## Exploitation

### Sortie
Le film est présenté au Festival de Cannes 2013. Quelques minutes du film avaient déjà été présentées lors de l'édition 2012 du Festival de Cannes. Au cours de la projection, une partie du public s'en va et à la fin de la projection, les sifflements et les acclamations se mélangent.

### Classification
Le quotidien français Le Parisien a révélé que le film, après son passage devant la commission de classification des films, avait été interdit aux moins de 16 ans. Après intervention du distributeur, celui-ci a demandé, comme le lui permet le décret du no 90-174 du 23 février 1990, un second visionnage par l'assemblée plénière de la commission de classification. Celle-ci a réexaminé le film. Il est alors classifié interdit aux moins de 12 ans. L'interdiction aux moins de 16 ans est « synonyme de distribution réduite, et de non-diffusion sur les chaînes de télé classiques ». L'ancienne candidate à l’élection présidentielle de 2007 Ségolène Royal a publiquement accusé l'actuelle ministre de la culture Aurélie Filippetti de laxisme, envers les familles, pour satisfaire les producteurs du film qu'elle qualifie « d'ultra-violent ». La ministre se défend en disant n'avoir fait que suivre l'avis de la Commission de classification,.

### Accueil critique
Pour Joachim Lepastier des Cahiers du cinéma, avec ce film, Refn « a laissé de côté la séduction de surface de Drive pour un creusement plus personnel, plus maladif » et poursuit que « jamais dans sa filmographie […] cette ambition n'aura été aussi explicitement figurée à l'écran, laissant briller en miroir le chatoiement mais aussi les failles de ce cinéma d'expert ». Lepastier précise que contrairement à Drive « Only God Forgives est un film sans coolitude, sans séduction tapageuse, mais pas sans cohérence ni puissance d'affirmation ». Il conçoit que « si Refn prend à contre-pied ceux qui avaient été conquis par Drive […] il signe également un aboutissement aussi pur que problématique de sa démarche, tant il en exacerbe aussi bien les qualités (sa soufflante plasticité) que les défauts (le simplisme du récit que seule une lecture symbolique — une variation sur un Œdipe — permet de sauver de la bêtise) ».
Kong Rithdee du Bangkok Post déplore un pseudo film « excitant » et « exotique » sur Bangkok et souligne que le public de Cannes l'a détesté.
François Forestier du Nouvel Observateur constate que l'histoire « filmée avec lenteur, prend vite un tour métaphysique. Le héros, au fond, cherche la rédemption et le pardon de Dieu (d'où le titre) ». Il note que « le style de Refn, inspiré de Bresson, c’est, dans la forme, la contemplation. Pour le contenu, c'est la violence. D’où un écart étrange entre le regard zen et l’action brutale : tout est filmé au rebours de codes habituels ».

### Box-office
En France, le film a réalisé 450 000 entrées, dont plus de la moitié lors de sa première semaine d'exploitation. Dans le monde, il atteint presque les 6 millions de dollars de recettes après un mois en salle. Après sa sortie aux États-Unis, le film dépasse les 10 millions de dollars de recettes totales.

## Distinctions

### Récompenses
- Festival du film de Sydney 2013 : Grand Prix

### Nominations et sélections
- Festival de Cannes 2013 : En compétition pour la Palme d'or
- Festival du film de Los Angeles 2013